# Muscle petit scalène
Le muscle petit scalène (ou anciennement muscle petit scalène d'Albinus et Winslow) est un muscle cervical inconstant de la partie profonde de la région antéro-latérale du cou.

## Description
Le muscle petit scalène est un muscle triangulaire à sommet supérieur..

## Origine
Le muscle petit scalène nait des processus transverses des sixième et septième vertèbres cervicales.

## Insertion
Le muscle petit scalène postérieur se termine sur la première côte à proximité de l'insertion du muscle scalène antérieur et sur le fascia endothoracique au niveau de l'apex du poumon.